# Hotel Bristol

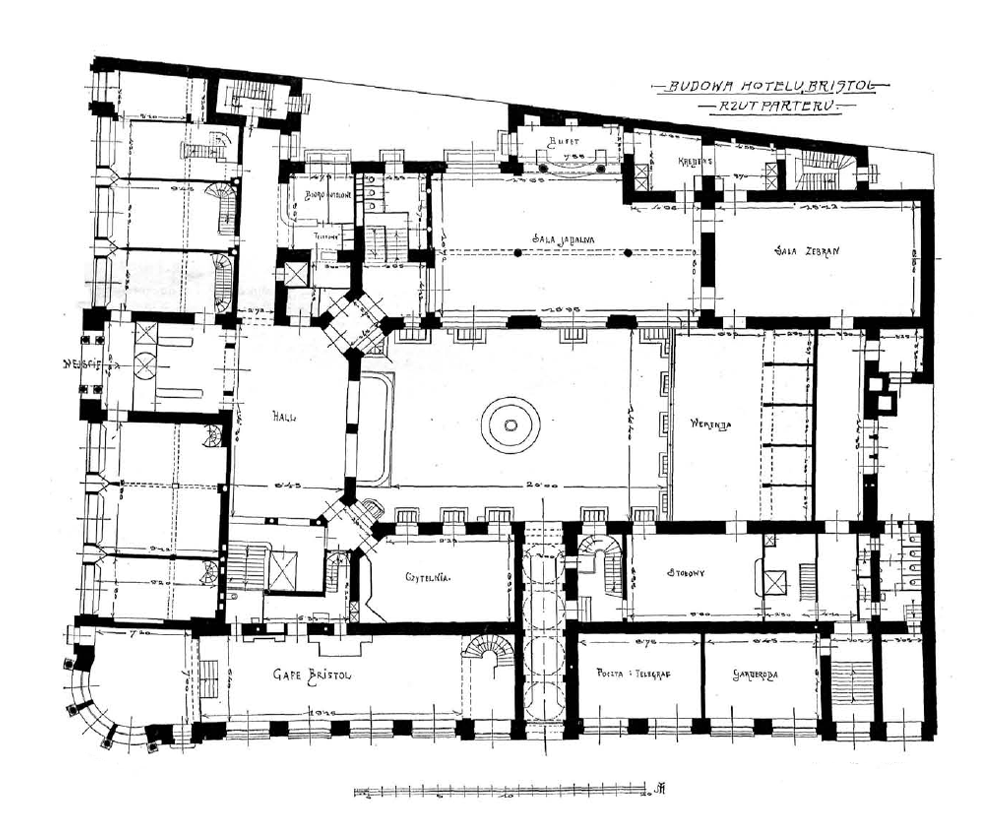
Plan budynku hotelu, rzut parteru

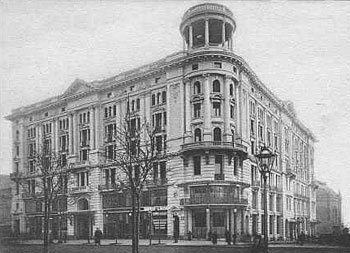
Hotel Bristol ok. 1901

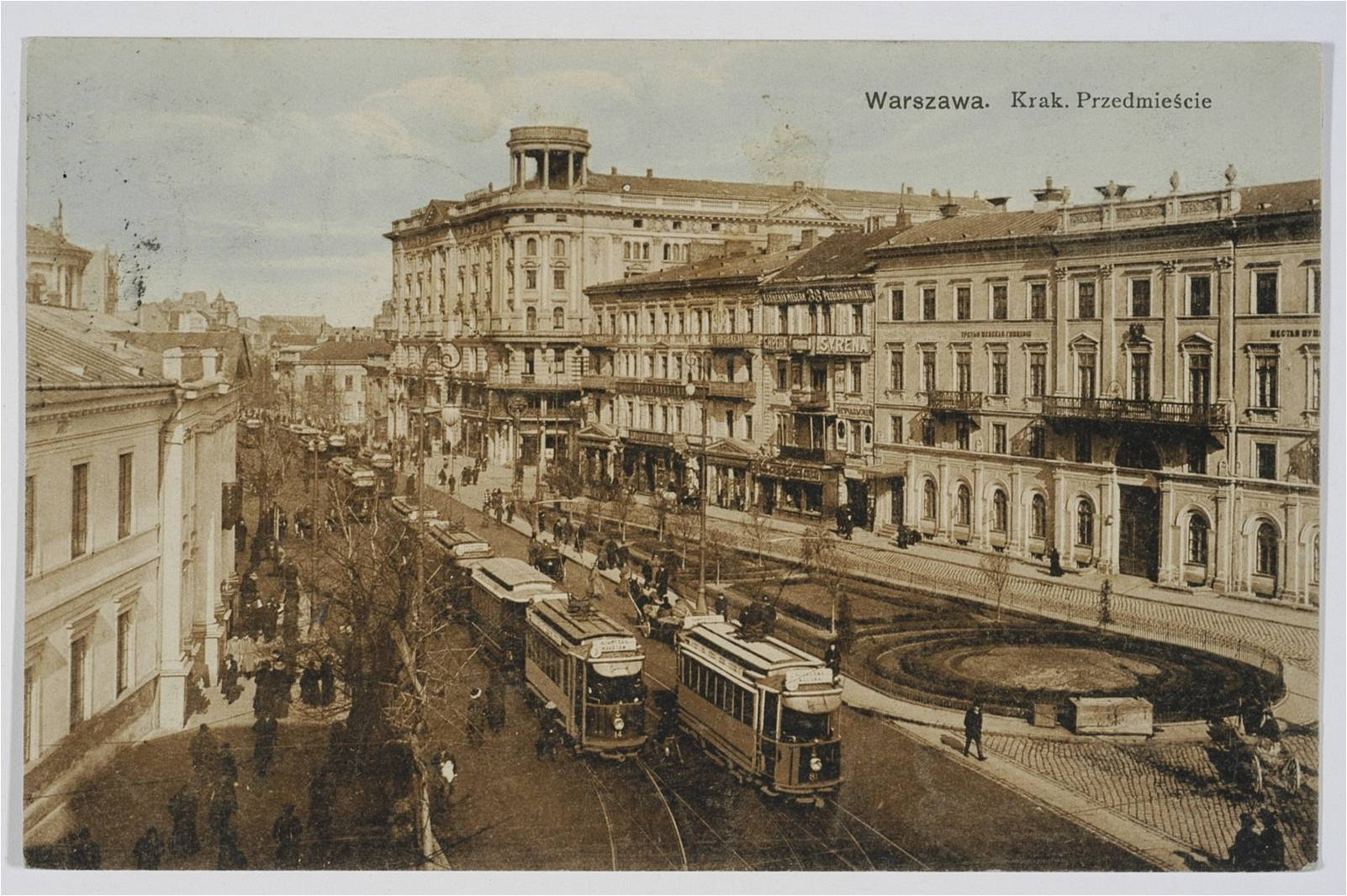
Hotel Bristol w perspektywie Krakowskiego Przedmieścia (1910)

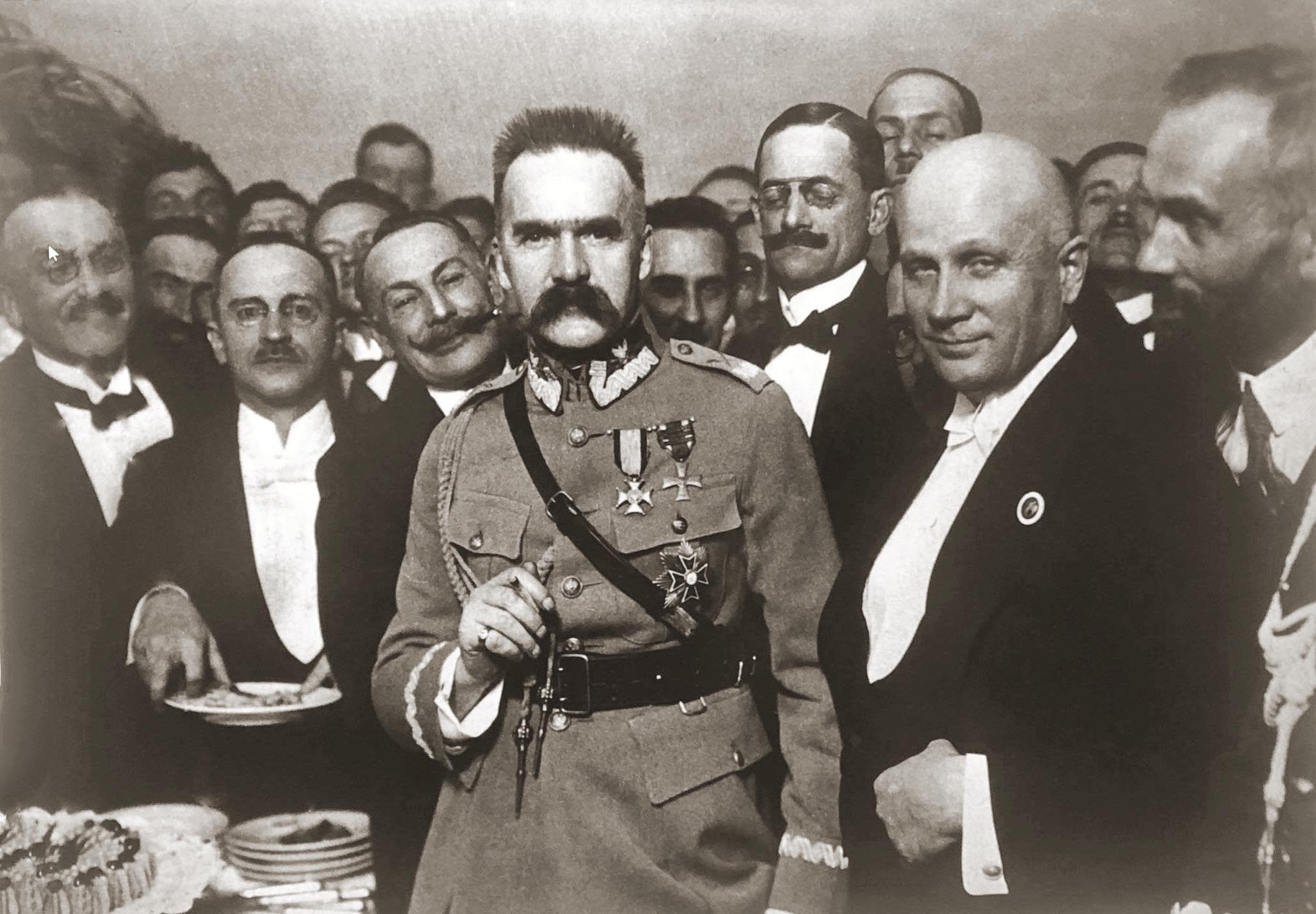
Józef Piłsudski w Hotelu Bristol oznajmił, że wycofuje się z życia politycznego (lipiec 1923)

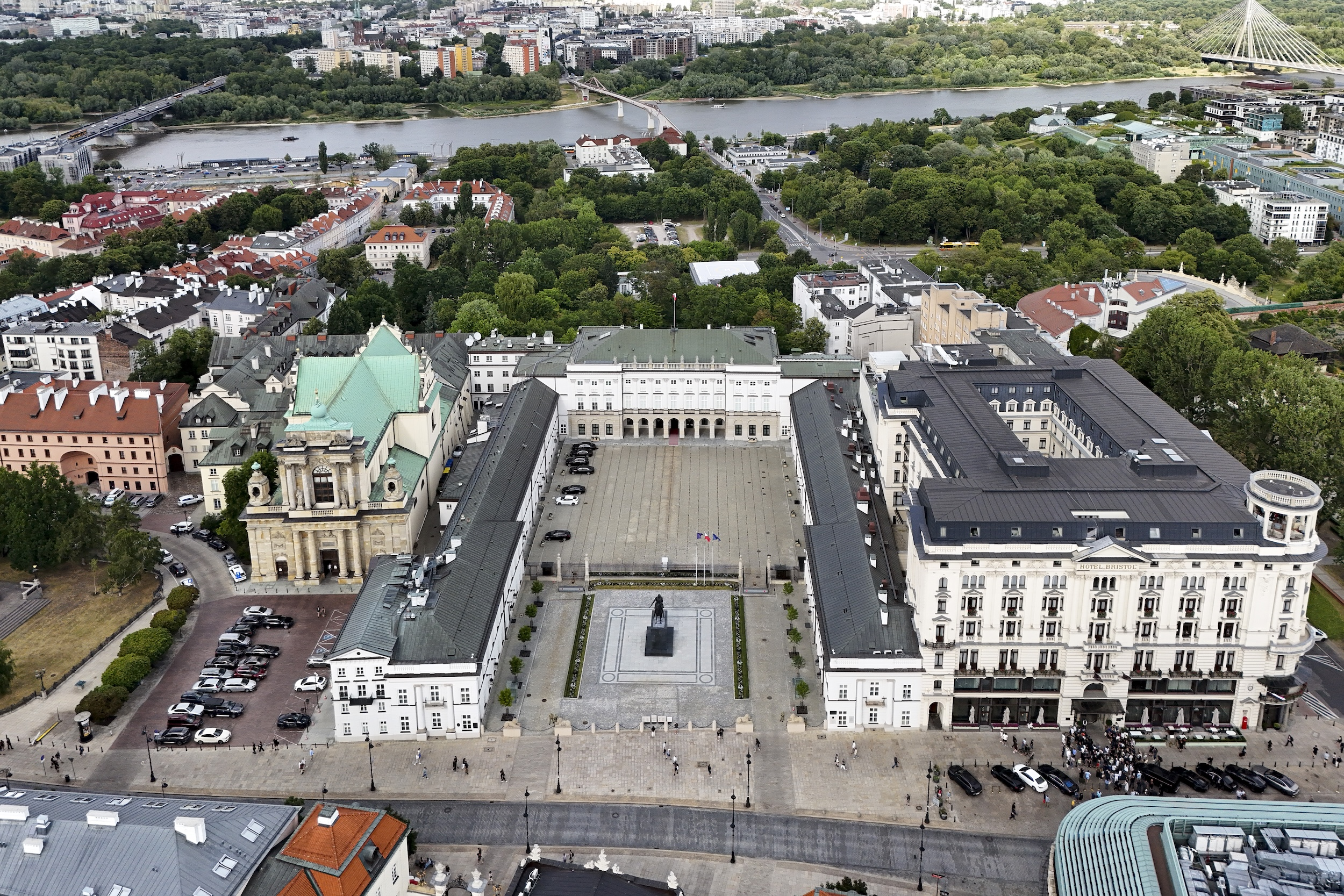
Budynek hotelu (z prawej) widziany z powietrza (2025)

Hotel Bristol – pięciogwiazdkowy hotel w Warszawie znajdujący się przy ul. Krakowskie Przedmieście 42/44, w bezpośrednim sąsiedztwie Pałacu Prezydenckiego.
Mieszczą się w nim m.in. dwie restauracje, dwie sale bankietowe, centrum biznesu (10 sal), biblioteka, basen, solarium, sauna, łaźnia parowa oraz siłownia. Część wnętrz posiada secesyjną dekorację.

## Opis
Pierwotnie w miejscu hotelu (druga połowa XIX wieku) znajdował się pałac Tarnowskich, gdzie mieściły się instytucje publiczne. W 1895 nieruchomość została kupiona przez spółkę: Ignacy Paderewski, Stanisław Roszkowski i Edmund Zaremba. W 1895 na fragmencie zakupionego gruntu powstała rotunda, w której prezentowana była Panorama Golgota Jana Styki. W 1898 na pozostałej części placu postanowiono zbudować hotel. Inicjatorem inwestycji był Stanisław Roszkowski. Z powodu braku zagranicznych udziałowców powołano Towarzystwo Akcyjne Budowy i Prowadzenia Hotelów w Warszawie, które miało zająć się budową obiektu. Roszkowski znalazł kilku akcjonariuszy oraz nakłonił Ignacego Paderewskiego do sprzedania spółce placu i nabycia akcji.
Ogłoszono konkurs na projekt hotelu, na który wpłynęło 17 prac. W listopadzie 1898 sąd konkursowy (skład: Józef Dziekoński, Kazimierz Loewe, Stefan Schyller) ogłosił wyniki. Laureatami zostali: Tadeusz Stryjeński i Franciszek Mączyński. Zwycięski projekt przedstawiał budynek w stylu secesyjnym. Jednak Towarzystwo Akcyjne Budowy i Prowadzenia Hotelów zdecydowało się na jego przerobienie. Pracę tę zlecono Władysławowi Marconiemu, który zmienił charakter elewacji na neorenesansową, a formę budynku na monumentalną.
Secesyjny wystrój wnętrz został zamówiony u Otto Wagnera młodszego.
Fundamenty rozpoczęto kopać w 1898. 22 kwietnia 1899 miało miejsce uroczyste wmurowanie kamienia węgielnego. Pod koniec 1900 obiekt był w stanie surowym. W drugim kwartale 1901 rozpoczęto prace wykończeniowe. Przy budowie pracowały głównie firmy krajowe i one były także dostawcami materiałów wykończeniowych (głównym wykonawcą była firma budowlana Władysława Czosnowskiego, a budową kierował jego syn Tadeusz).
W budynku po raz pierwszy w Warszawie zastosowano stropy żelbetowe.
W listopadzie 1901 miały miejsce uroczystości związane z otwarciem hotelu:
- 16 listopada 1901 – przyjęcie dla pracujących przy budowie hotelu;
- 17 listopada 1901 – poświęcenie pomieszczeń;
- 19 listopada 1901 – uroczyste powitanie pierwszego gościa.

Hotel posiadał elektrownię, centralne ogrzewanie, podwójną wentylację, na piętrach hydranty przeciwpożarowe, drabinę ratunkową oraz ogniotrwałe stropy, ściany działowe i podłogi.
Hotel wyposażony był w 11 wind, z czego jedna była dla gości, a reszta dla pracowników. Kryształowa winda dla gości maksymalnie zabierała 8 osób i poruszała się z prędkością 110 cm/sekundę. Miała żelazną balustradę wykładaną mosiądzem (zezłomowana w 1969).
W hotelu było zainstalowanych 6 numerów telefonicznych (na 800 w Warszawie).
Do obsługi gości wykorzystywano ośmioosobowe omnibusy elektryczne z silnikiem o mocy 30 KM osiągające prędkość do 20 km/h.
Do dyspozycji gości były pokoje znajdujące się na 4 piętrach hotelu. Na każdym z nich było 50 pokoi. 80 składało się z przedpokoju, sypialni i salonu, a 20 miało łazienkę i WC. 120 pokoi składało się z jednego pomieszczenia, ale dzięki drzwiom w amfiladzie można było je łączyć. W apartamentach ustawiono meble z różnych epok. Najbardziej oryginalne wnętrze o wystroju secesyjnym posiadał narożny apartament na I piętrze pod nr 109 (przetrwała jedynie mahoniowa toaletka).
Budowa hotelu przyczyniła się do zmiany wyglądu Krakowskiego Przedmieścia, co zbiegło się też z planami przebudowy i poszerzenia ulicy Karowej. Zlikwidowano stojącą przy wylocie ulicy Karowej bramę w kształcie arkady zwieńczoną rzeźbą Syrenki dłuta Konstantego Hegla, wybudowaną w 1856. Po obu jej stronach znajdowały się zdroje z wodą tłoczoną z Wisły. Prace przy przebudowie ulicy i budowie ślimaka na Karowej zakończone zostały w 1904. Całość prac dekoracyjno-rzeźbiarskich zakończono w 1905 i wiadukt zwieńczyła nowa rzeźba Syreny dłuta Jana Woydygi, początkowo cynkowa, od 1915 z piaskowca.
W początkach swego istnienia hotel przynosił straty. Przyczynił się do tego m.in. dług hipoteczny, który zaciągnięto na cele związane z budową. Dopiero po ok. 10 latach Bristol zaczął przynosić zyski czerpane m.in. z wynajmu pomieszczeń handlowych i usługowych znajdujących się w budynku.
Pierwotnie, cena za nocleg zmniejszała się z wysokością piętra. Apartament Paderewskiego kosztował w 1912 roku około 25 rubli, pozostałe pokoje na pierwszym piętrze – około 12-15 rubli. Na drugim i trzecim piętrze – od 10 do 16 rubli, na czwartym – ok. 8 rubli. W kolejnych latach ceny hotelowe zaczęły spadać ze względu na utratę statusu nowości. Straciła też na znaczeniu wysokość piętra. Zyski czerpano głównie z działalności gastronomicznej.
Po odzyskaniu niepodległości w hotelu odbywały się m.in. debaty polityczne z udziałem Ignacego Paderewskiego. Następnie Paderewski wycofał się z działalności politycznej, a w związku z tym postanowił sprzedać akcje hotelu i nieruchomości przy ulicy Karowej.
W 1928 właścicielem hotelu został Bank Cukrownictwa, który zdecydował się na przeprowadzenie w budynku gruntownego remontu. W latach 30. XX wieku Bristol był w czołówce najlepszych polskich hoteli.
W czasie obrony Warszawy we wrześniu 1939 w budynku hotelu wybuchł pożar. Podczas okupacji niemieckiej z hotelu mogli korzystać tylko Niemcy. Obiekt uległ nieznacznemu zniszczeniu podczas powstania warszawskiego.
Po wojnie został wyremontowany i wznowił działalność w 1945. Mieszkała tam m.in. ok. 30-osoba radziecka misja wojskowa, pomagająca w uruchomieniu zniszczonej Elektrowni Warszawskiej. Był siedzibą wielu instytucji, m.in. Państwowego Zjednoczenia Przemysłu Młyńskiego (1946). 26 września 1947 został przejęty przez miasto, ale jego właścicielem do połowy 1948 pozostał Bank Cukrownictwa. W restauracjach hotelu powstała Gospoda Ludowa. Od 1952 Bristol przeszedł pod zarząd Orbisu. Obsługiwał zagranicznych turystów. Hotelowi nadano nowy wystrój w stylu realizmu socjalistycznego. Następnie podjęto starania zmierzające do przeprowadzenia w obiekcie kapitalnego remontu. Jednak nie znaleziono wykonawcy, który sprostałby wymaganiom. 
W 1965 roku budynek hotelu został wpisany do rejestru zabytków.
W 1973 Bristol stał się hotelem II kategorii. W 1977 premier Piotr Jaroszewicz przekazał budynek Uniwersytetowi Warszawskiemu w celu ulokowania tam biblioteki.
W grudniu 1980 na podstawie decyzji inspektora pracy hotel został zamknięty. Do tego czasu jego kawiarnia pozostawała miejscem spotkań warszawskiej bohemy i elity towarzyskiej. Po wieloletnim remoncie został odrestaurowany i 17 kwietnia 1993 ponownie otwarty. W uroczystości uczestniczyła Margaret Thatcher, która dokonała oficjalnego otwarcia hotelu.
W latach 1998–2013 hotel należał do sieci hotelowej Le Royal Méridien wchodzącej w skład międzynarodowego konsorcjum Starwood Hotels and Resorts.
W styczniu 2013 po zakończonym remoncie wnętrz Hotel Bristol dołączył do sieci hotelowej The Luxury Collection.
W ciągu swojej wieloletniej historii hotel zasłynął ze znanych gości, bali i przyjęć organizowanych m.in. z takich okazji jak otrzymanie Nagrody Nobla przez Marię Skłodowską-Curie czy sukcesy śpiewaczki operetkowej Lucyny Messal. W latach 30. XX wieku na piątym piętrze swoje atelier miał Wojciech Kossak. Spłacał on zobowiązania finansowe wobec hotelu obrazami, które wisiały w jednej z sal restauracyjnych. Z balkonu Bristolu śpiewał Jan Kiepura.
W hotelu znajduje się 165 pokoi i 41 apartamentów.

## Hotel siedzibą m.in. przedstawicielstw dyplomatycznych
- Angielska Misja Morska,
- Poselstwo Niemiec (1918),
- Poselstwo Finlandii (1919),
- Poselstwo Rumunii (1919),
- Poselstwo Stanów Zjednoczonych (1919),
- Misja Handlowa Norwegii (1920),
- Poselstwo Hiszpanii (1920),
- Poselstwo Włoch (1920),
- Poselstwo/Ambasada Turcji (1924, 1950−1952),
- Poselstwo Bułgarii (1925),
- Poselstwo Meksyku (1932, 1948−1950),
- British Council (1946)[18],
- UNRRA (1946)[19]
- Military Permit Office (1947)[20]
- Poselstwo Islandii (1947−1948),
- Poselstwo Izraela (1948),
- Poselstwo Persji (1948),
- Rezydencja Posła Danii (1948),
- Rezydencja Posła Holandii (1948),
- Rezydencja Posła Norwegii (1948),
- Poselstwo Brazylii (1948−1950),
- Poselstwo Kanady (1948-1949),
- Poselstwo Austrii (1954),
- Poselstwo Indii (1957−1958, 1961),
- Ambasada Mongolii (1959),
- Ambasada Indonezji (1961),
- Ambasada Afganistanu (1962),
- Ambasada Iraku (1968−1969),
- Ambasada Pakistanu (1969),
- Ambasada Kambodży (1971),
- Ambasada Peru (1971).

## Lokale gastronomiczne
- Marconi Restaurant – oferuje dania kuchni śródziemnomorskiej, znajduje się tam także patio;
- Sala Malinowa – dawniej restauracja Malinowa;
- Cafe Bristol – kawiarnia w stylu wiedeńskim;
- Column Bar.

## Galeria

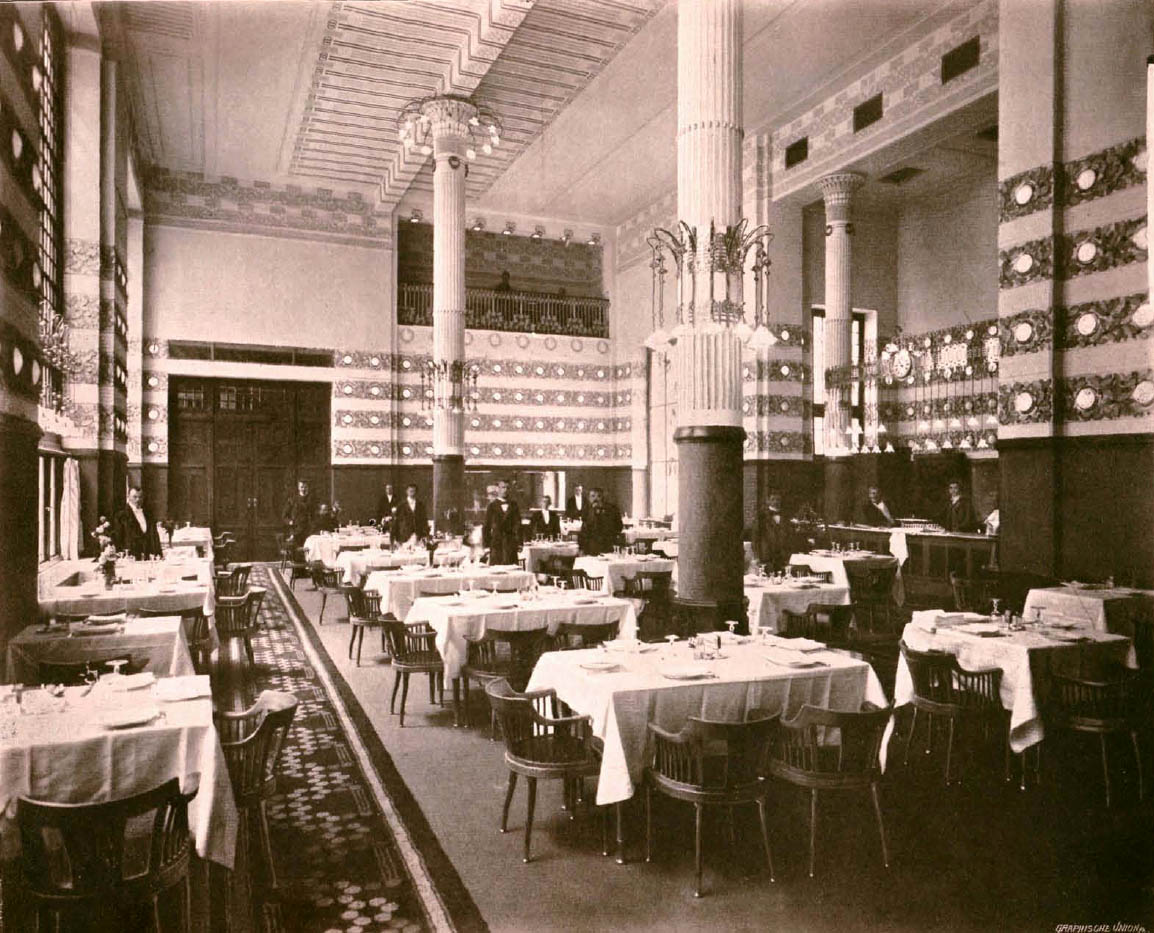
Sala jadalna w 1902
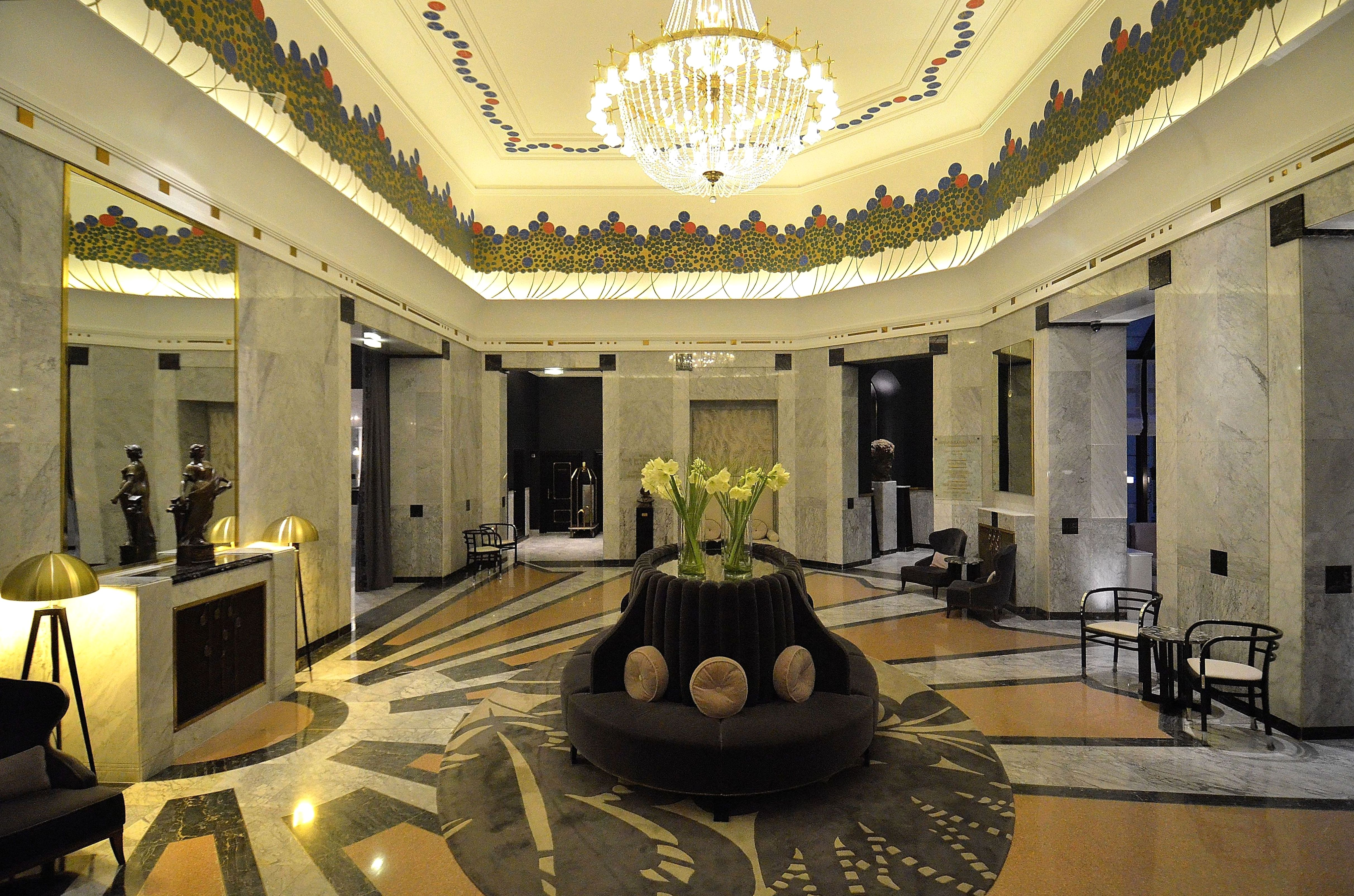
Lobby
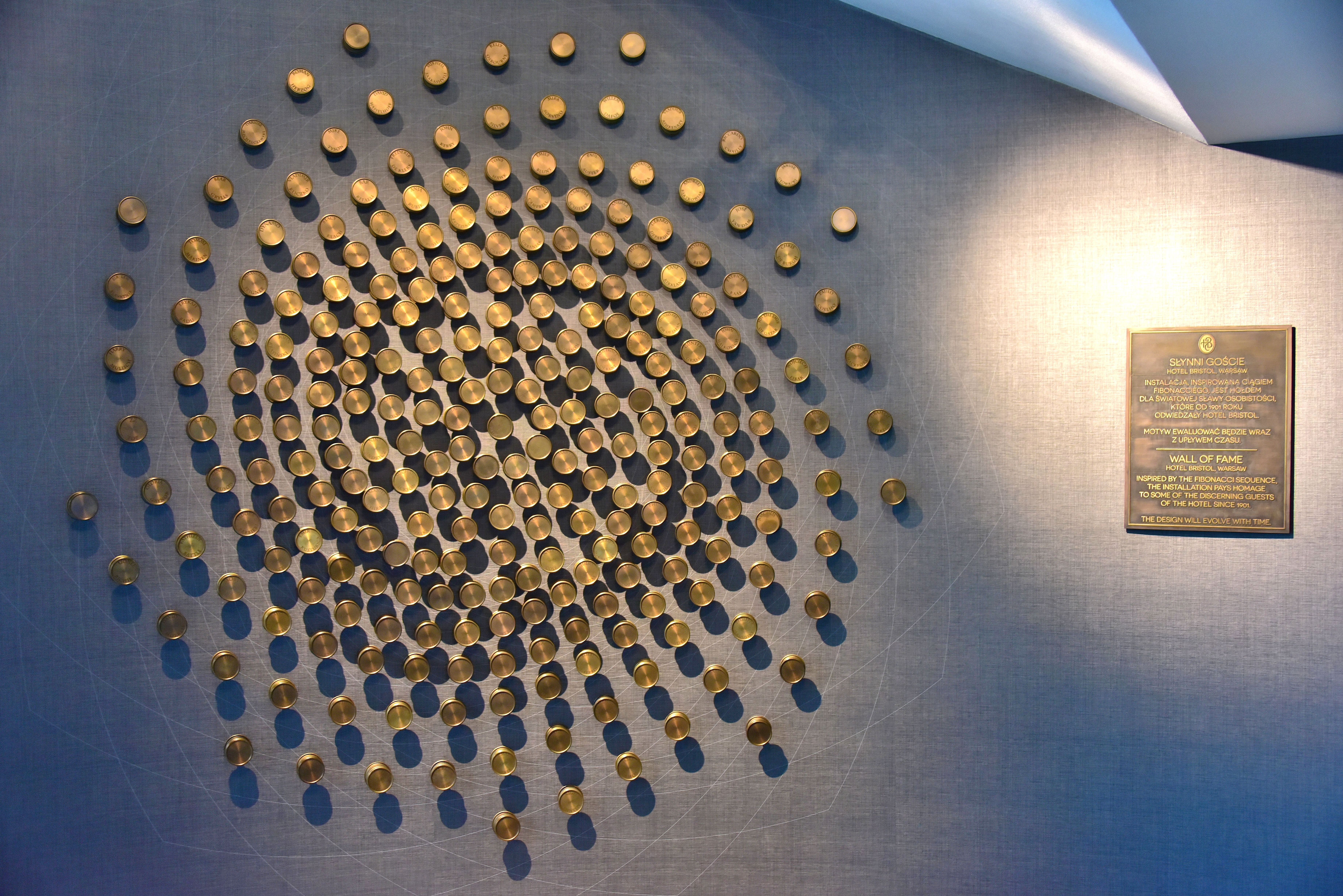
Inspirowana ciągiem Fibonacciego instalacja upamiętniająca sławnych gości
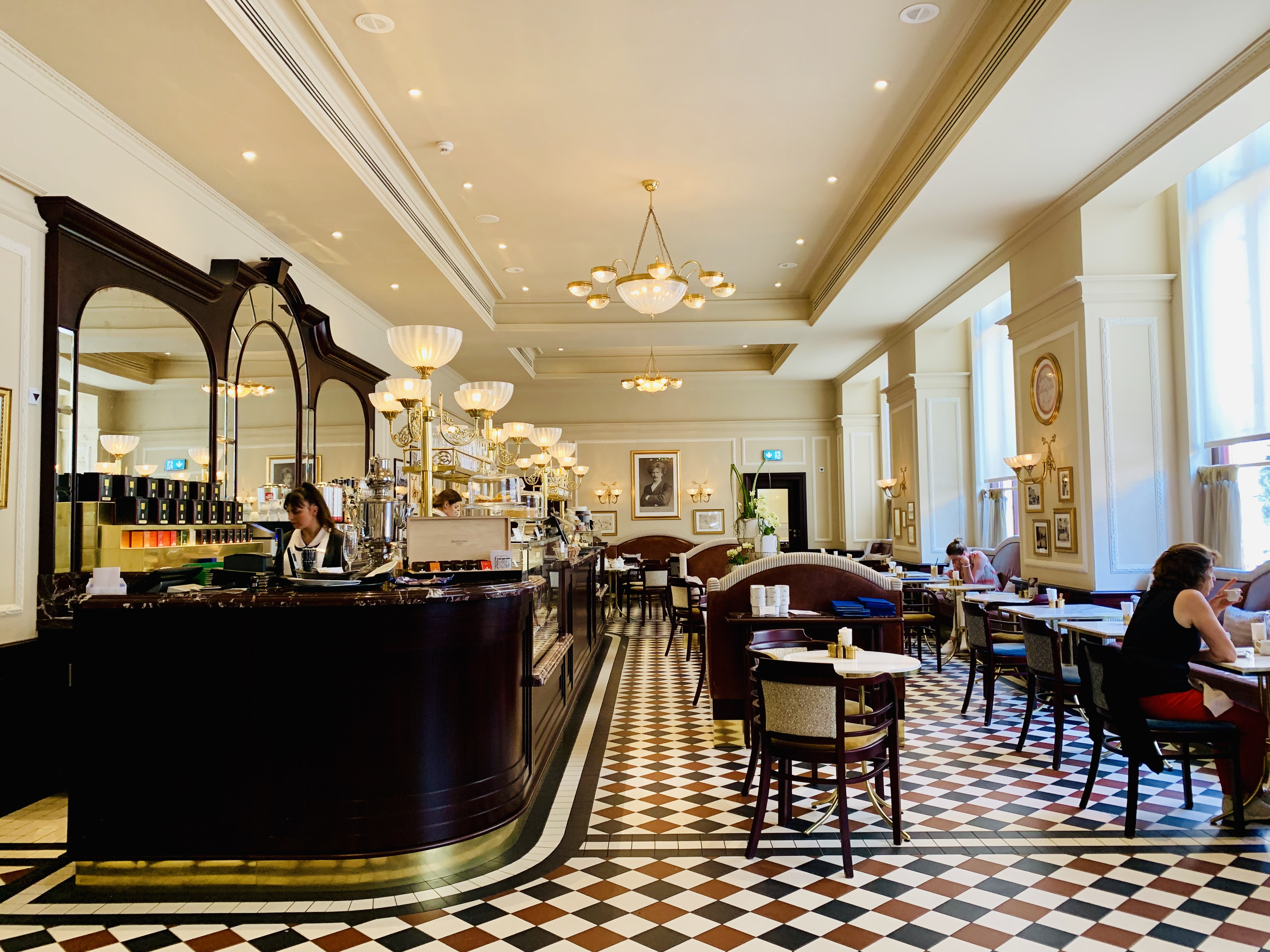
Cafe Bristol
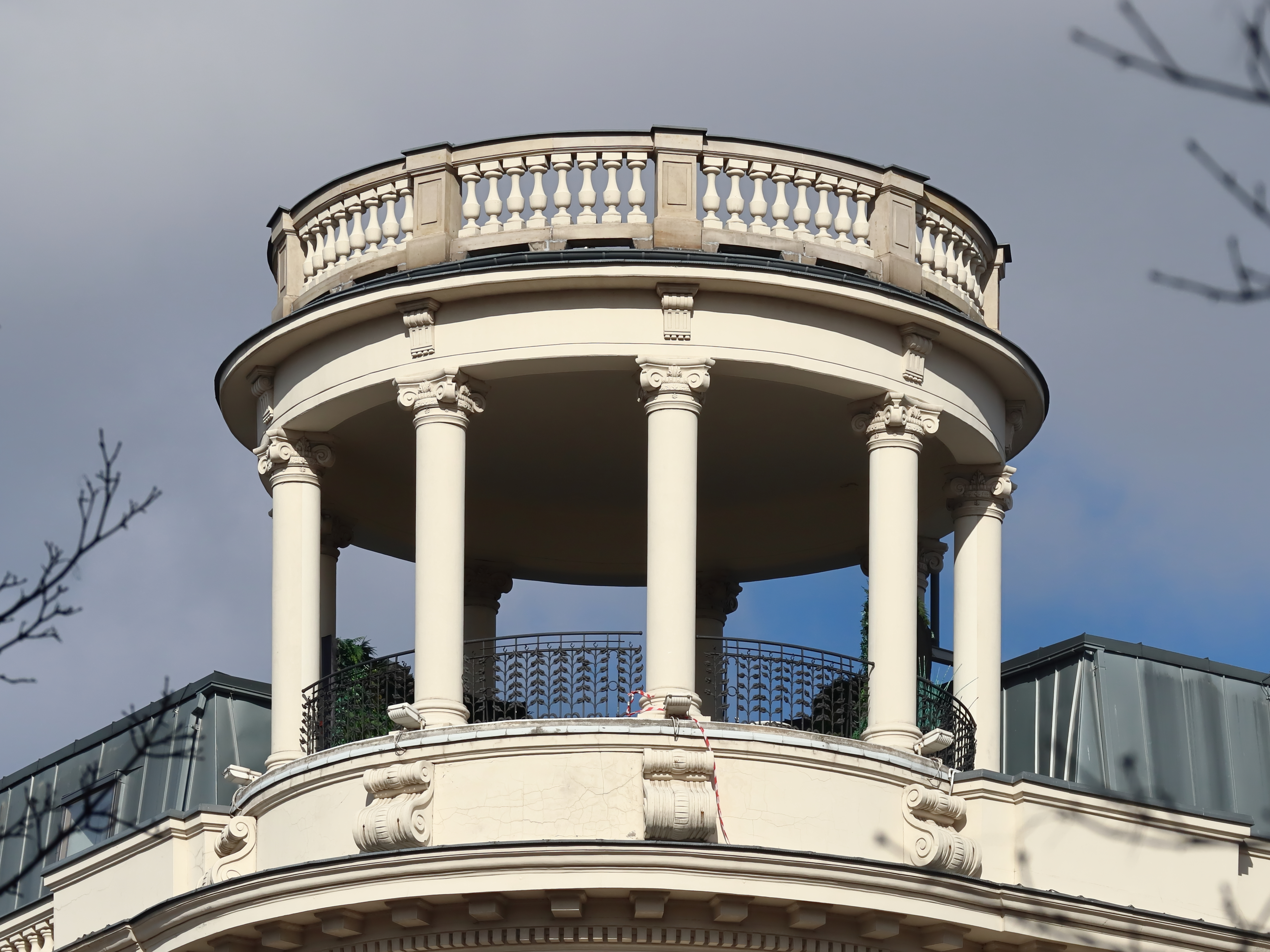
Glorieta